# Bodegas Fundador SL
Bodegas Fundador es una empresa española fundada en el año 1730 ubicada en Jerez de la Frontera, dedicada a la elaboración y distribución de brandy, vinos y otras bebidas. Es conocida como la bodega más antigua de Jerez y la quinta bodega más antigua de España. En la actualidad, posee diferentes marcas de Vino y Brandy del Marco de Jerez como Fundador, Harveys, Terry, Tres Cepas, Garvey y Soto. Desde 2016 forma parte del Grupo Emperador, propiedad del empresario filipino Andrew Lim Tan.

## Historia
La historia de esta bodega alcanza casi trescientos años en los cuales ha pertenecido a diferentes propietarios o grupos empresariales. Atendiendo a dicha circunstancia, su historia puede clasificarse en los siguientes cuatro grandes períodos:

#### Fundación y período burgués (1730-1822)

##### Patrick Murphy Woodlock (período 1730-1764)
La fundación de esta compañía tuvo lugar en el año 1730 por Patrick Murphy Woodlock (1700-1764), un comerciante de origen irlandés procedente de Waterford, que llegó a Jerez sobre 1725 para establecer un negocio de lana y tejidos que ubicaría en la Plaza Plateros. Al poco tiempo de su estancia en la ciudad descubrió las oportunidades que empezaba a mostrar el negocio del Vino de Jerez y en 1730 decidió adquirir la Bodega El Molino, una bodega del siglo XVI y actualmente la más antigua del marco, donde comenzó su negocio de elaboración, almacenamiento y exportación de Vinos de Jerez. Además de dicho edificio, adquirió otras bodegas e inmuebles, así como viñas en el llano de San Sebastián y El Majuelo. Debido a su delicado estado de salud, en el año 1745 solicita a su vecino y amigo Jean Haurie Nebout (1719-1794) su colaboración para poder ayudarle en la gestión de sus viñedos y bodegas. Sin embargo, a pesar de sus problemas de salud, dirigió esta compañía hasta su fallecimiento en 1764, siendo hasta el momento el dirigente que más tiempo ha permanecido en el cargo alcanzando una totalidad de 34 años en el mismo.

##### Jean Haurie Nebout (período 1764-1791)
Nacido en Francia, llegó a Jerez de la Frontera sobre 1740 donde se estableció como comerciante en la Plaza Plateros, vecino de Patrick Murphy Woodlock con el que forjó una sólida amistad y desde 1745 comenzó a colaborar en su negocio de vinos. Tres días antes del fallecimiento de Patrick Murphy, el 21 de julio de 1764, éste deja en su testamento a su amigo Jean Haurie Nebout y a Juan Pedro Lacoste como herederos de sus negocios, aunque posteriormente Haurie pudo haber llegado a algún acuerdo con Lacoste para apropiarse con la totalidad de la compañía. Haurie continuó ampliando sus propiedades, ventas y exportaciones. Consiguió integrar verticalmente todo el proceso productivo y comercial de los Vinos de Jerez y gracias a sus dotes convirtió el negocio en el más próspero y reconocido de Jerez a finales del siglo XVIII. Para ello, Haurie decidió sacar la empresa de las ordenanzas del Gremio de la Vinatería de Jerez, en lo que se conoció como el pleito Haurie, contra las restricciones impuestas por dicho gremio, consiguiendo su propósito en 1778. Su aportación sobre la transformación de la vitivinicultura jerezana fue un asunto de política de Estado con repercusiones internacionales, obteniendo la verticalización completa de la producción, envejecimiento y expedición de los Vinos de Jerez, así como el inicio de la desaparición en España de los gremios procedentes del Antiguo Régimen. A finales del siglo XVIII llegó a ser la bodega más influyente y con mayores ventas del sector. En las estadísticas de exportación de Vinos de Jerez del año 1798, basadas en un documento histórico en posesión de J.M. Rivero, esta bodega aparece como el primer exportador del marco con 143.461 arrobas, seguido de Jacob Gordon con 114.820 arrobas y Pedro Beigbeder con 64.717 arrobas. Jean Haurie expandió el negocio, adquiriendo viñedos y numerosos inmuebles, además de construir grandes bodegas para el envejecimiento de vinos. Al mismo tiempo, es muy posible que iniciara el envejecimiento de aguardientes en algunas de sus bodegas, conocidos y usados en el marco desde hacía varios siglos para la fortificación de sus vinos, como incipiente negocio de elaboración y exportación de brandy a granel.

##### Juan Haurie y Sobrinos (período 1791-1822)
En 1791 Haurie incluyó en el negocio a sus cinco sobrinos, Juan José, Juan Pedro y Juan Luis Haurie (hijos de su hermano Pedro), Juan Carlos Haurie (hijo de su hermano Juan Pedro) y Pedro Lembeye Haurie (hijo de su hermana María y Arnald Lembeye), renombrando la compañía como “Juan Haurie y Sobrinos”, en 1791. Tras el fallecimiento de Jean Haurie Nebout en 1794, la empresa es gestionada por sus cinco sobrinos, siendo inicialmente Juan José Haurie quien desempeñaría, hasta su fallecimiento alrededor de 1808, la principal función de gerencia durante la cual la compañía siguió creciendo en ventas y activos e incluso ampliando su actividad en otras ramas de la agricultura y la ganadería. Sin embargo, a partir de la invasión francesa de España en 1808 y, como consecuencia, la Guerra de la Independencia Española, esta compañía comienza una etapa de dificultades comerciales y económicas con Juan Carlos Haurie Puzein como último y único propietario de la compañía al final de este período. Tras abastecer Vino de Jerez durante dos años a las tropas francesas durante la invasión y ocupación napoleónica de Jerez desde 1810 a 1812, éstas se marchan de la ciudad dejando una gran deuda a la compañía, la cual a partir de 1814 empieza a sufrir importantes problemas financieros y se declara en quiebra fraudulenta en 1821, siendo incluso encarcelado por dicha causa Juan Carlos Haurie Puzein en ese mismo año.

#### Período Domecq-emprendedor (1822-1894)

##### Pedro Domecq Lembeye (período 1822-1839)

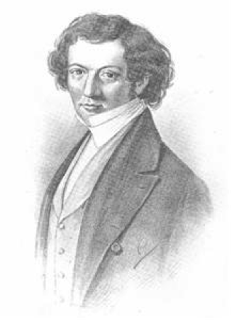
Pedro Domecq Lembeye (1787-1839).

Pedro Domecq Lembeye (1787-1839), nacido en Jerez aunque educado entre París y Londres, fue hijo de Jean de Domecq y Catalina Lembeye (hermana de Arnald Lembeye) y, por lo tanto, primo de Pedro Lembeye Haurie (uno de los cinco socios de Juan Haurie y Sobrinos). Comenzó a trabajar muy joven a principios del siglo XIX en Londres en la compañía "Gordon, Murphy and Co." y más tarde en 1809, constituyó junto a John James Ruskin y Henry Telford, la sociedad "Ruskin, Telford & Domecq", importadores de Vinos de Jerez y agentes comerciales en Inglaterra de la compañía "Juan Haurie y Sobrinos”. Constituyó su propia bodega en Jerez en 1816 y varios años después en 1821 firmó la adquisición de "Juan Haurie y Sobrinos" a Juan Carlos Haurie Puzein quien se encontraba en quiebra. De esta forma, en el año 1822, renombró la compañía como "Pedro Domecq". En su gestión al frente de esta empresa, tomó las medidas para sacar el negocio de la quiebra, adquiriendo una sólida estabilidad financiera. Entre otros hitos, recuperó las viñas de Macharnudo y trajo de Francia un revolucionario aparato destilador para aguardientes de alta calidad, como ciencia y tecnología precursora del posterior descubrimiento y lanzamiento del brandy Fundador unas décadas más tarde. Este hecho volvería a confirmar que esta compañía ya contaba en dicho periodo con un negocio de exportación a granel de alcoholes, aguardientes y brandies.
El 12 de octubre de 1823 recibió la visita en Jerez del Rey de España Fernando VII, quien lo nombraría un año más tarde, Gentilhombre de cámara y convertiría la bodega en proveedor oficial de la casa real española. La circunstancia de haber tenido cinco hijas que se casaron con nobles franceses y desligadas del negocio, le llevó a proponer a su hermano Juan Pedro Domecq Lembeye para que se convirtiera en su colaborador, quien a su muerte, de forma accidental, lo sucedería en 1839. 

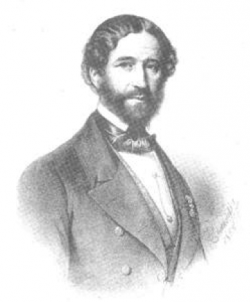
Juan Pedro Domecq Lembeye (1796-1869)

##### Juan Pedro Domecq Lembeye (período 1839-1869)
Tras la muerte de Pedro Domecq Lembeye, su hermano Juan Pedro Domecq Lembeye asumió la dirección de esta empresa, de la cual ya poseía el 50%, y más tarde terminaría comprando el resto de las participaciones de sus cinco sobrinas, convirtiéndose en propietario único de la compañía en 1864. Juan Pedro Domecq Lembeye incluyó como colaboradores de la empresa a su sobrino Pedro Domecq Loustau (1824-1894) en 1842, por entonces residente en Francia e hijo de Pedro Pascual de Domecq Lembeye y de María de Loustau, y en 1866 a su hijo Juan Pedro Aladro y Kastriota (1845-1914), fruto de su relación con la gaditana Isabel Aladro Pérez, descendiente por línea materna del héroe de la independencia albanesa Jorge Kastriota Skanderbeg. Juan Pedro Aladro llegó a ser un importante diplomático, embajador de España en varios países y represente al mismo tiempo de la compañía en los mercados internacionales. En el año 1857 la compañía Pedro Domecq figuraba como la bodega con mayores existencias de Vino de Jerez en el marco, seguida en segundo lugar por Patricio Garvey y en tercer lugar por Pemartín y Cía. En este periodo, Juan Pedro sigue incrementando el negocio de la bodega, incluso ampliando sus actividades ganaderas e incorporando el Palacio del Marqués de Montana, conocido como Palacio Domecq, entre sus principales activos. En 1869 muere Juan Pedro Domecq Lembeye dejando a partes iguales en herencia el negocio a su sobrino Pedro Domecq Loustau e hijo Juan Pedro de Aladro y Kastriota.

##### Pedro Domecq Loustau y Juan Pedro de Aladro y Kastriota (período 1869-1894)

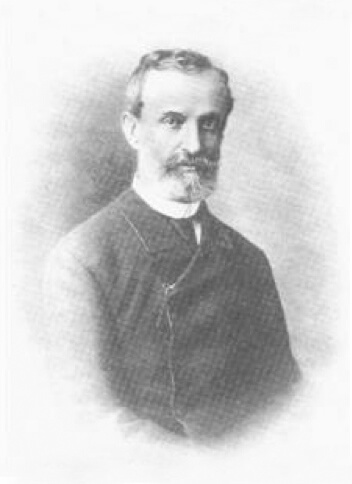
Pedro Domecq Loustau (1824-1894)

Periodo donde la propiedad y la gestión de esta empresa fue compartida por Pedro Domecq Loustau, quien ya poseía experiencia sobre el negocio de vinos en Francia, encargándose en Jerez de los asuntos relacionados con la elaboración y venta de los productos de la compañía, y Juan Pedro de Aladro y Kastriota, quien a través de sus relaciones ayudaba a la promoción del negocio a nivel internacional. La historia cuenta que Pedro Domecq Loustau, sobre el año 1866, recibió un encargo de 500 botas (barricas de 500 litros de roble americano) de aguardiente de unos monjes cartujos franceses. Para atender este pedido, Pedro Domecq Loustau tuvo que ampliar sus destilerías dotándolas de los mejores alambiques y de las técnicas más avanzadas de la época. Puesto que aquel cliente no pudo hacer frente al pago del producto acordado, las botas quedaron almacenadas en la Bodega de La Luz, donde años más tardes fueron catadas, descubriendo un producto similar al Coñac francés con una gran personalidad. Partiendo de este descubrimiento Pedro Domecq Loustau decidió comercializar embotellado dicho extraordinario producto como el primer brandy español. Por otro lado, también existen versiones que defienden la intencionalidad por parte de Pedro Domecq Loustau en destilar vino y envejecer el aguardiente obtenido como medida para controlar sus existencias, e incluso, su objetivo de elaborar un brandy de estilo francés como ya él conocía dada su procedencia gala. De una u otra manera, en 1874 se comienza a vender el primer Brandy de Jerez con la marca FUNDADOR. Dado el éxito del nuevo brandy Fundador y la elevada demanda de alcoholes, aguardientes y holandas que demandaba el negocio, la compañía decide construir en 1880 una destilería propia en Tomelloso (Ciudad Real).

#### Período Domecq-nobleza tradicional (1894-1994)

##### Pedro Domecq Núñez de Villavicencio, 1erMarqués de Domecq (período 1894-1921)
Este periodo se caracterizó por el rápido incremento de sus ventas, expansión de sus mercados y ampliación del negocio, gracias principalmente al éxito del lanzamiento del brandy Fundador. Además, fueron hechos relevantes en esta época el nombramiento de Pedro Domecq Núñez de Villavicencio, primogénito de Pedro Domecq Loustau, como Marqués de Casa Domecq en 1906 por el papa Pío X y su madre, Carmen Núñez de Villavicencio y Olaguer Feliú y viuda de Loustau, como Marquesa de Domecq D'Usquain en 1920 por el rey Alfonso XIII. Por otro lado, en el año 1914 fallece Juan Pedro Aladro y Kastriota en París y su viuda, la condesa Juana Renesse Maelcamp, vende a la familia Domecq la participación del 50% de la compañía heredada de su marido a cambio de un suelo vitalicio. A partir de Pedro Domecq Loustau y Carmen Núñez de Villavicencio y el posterior matrimonio de sus hijos e hijas, la saga, genealogía familiar de Domecq y el accionariado de la empresa se extienden en cinco principales familias: Domecq Rivero, Domecq Díez, Domecq González, Domecq La Riva y Soto Domecq. Durante este período, Pedro Domecq Núñez de Villavicencio fue el gerente de la empresa, mientras sus hermanos José y Manuel fueron apoderados. 

##### Juan Pedro y Manuel Domecq Núñez de Villavicencio y Pedro Domecq Rivero, 2.º marqués de Domecq (período 1921-1941)
Tras los fallecimientos de Pedro y José Domecq durante los años 1921 y 1922 respectivamente, sus hermanos Manuel y Juan Pedro Domecq de Villavicencio se encargan de la gerencia de la compañía, junto al recién incorporado Pedro Domecq Rivero, heredero del marquesado e hijo del fallecido Pedro Domecq Núñez de Villavicencio y María Rivero, 2.º marqués de Casa Domecq. Durante este periodo se consigue lanzar y consolidar marcas emblemáticas de la empresa como los brandies Carlos III y Carlos I, así como los Vinos de Jerez La Ina, Botaina, Río Viejo y Celebration Cream, entre otros. A la muerte de Juan Pedro Domecq, la dirección fue ocupada por Álvaro Domecq Díez, bajo la presidencia de Pedro Domecq Rivero quien ejercería dicho cargo hasta su fallecimiento en 1979.

##### Pedro Domecq Sociedad Anónima (período 1941-1994)
Inicio complejo y delicado de este periodo para la presidencia de esta compañía tras la finalización de la guerra civil española y en pleno desarrollo de la Segunda Guerra Mundial con serias dificultades para el comercio nacional e internacional. Probablemente, dichas circunstancias más el extenso y distribuido paquete accionarial, aún en manos de la familia Domecq, en el año 1941 la empresa se convierte en una Sociedad Anónima, denominándose Pedro Domecq, S.A. En un primer período, con Álvaro Domecq Díez y Pedro Domecq Rivero, la compañía tuvo una rápida expansión nacional e internacional tras la recuperación de su actividad y ventas una vez finalizada la Segunda Guerra Mundial, llegando incluso a replicar sus propias bodegas y destilerías en algunos países de América donde destaca la creación y fundación de Domecq en México en el año 1948 por parte de Pedro Domecq González (1902-1983) y Antonio Ariza Cañadilla (1921-2005), lanzando en dicho país el brandy Presidente.
Tras esta primera época, Jaime Sánchez Briñas estuvo liderando la compañía desde 1950 hasta 1970, siendo el primer director general que no pertenecía a la familia. Durante su gestión se acometieron importantes reformas organizativas para profesionalizar la empresa y el negocio. Fue una época de mucha actividad promocional, donde la marca del brandy Fundador se posicionó como un referente a nivel nacional e internacional. 

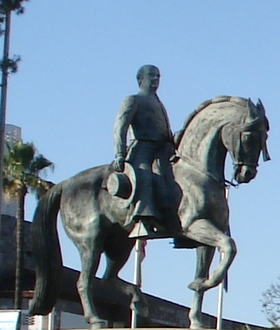
Álvaro Domecq Díez (1917-2005)

Tras Jaime Sánchez Briñas, los dos directores generales de la compañía en este periodo fueron Luis Vañó de 1970 a 1975 y José Luis Perona de 1975 a 1978, siguiendo con el proceso de modernización y profesionalización de la empresa. En 1974 se inauguró la gran Bodega La Mezquita, conmemorando los 100 años del lanzamiento del brandy Fundador. Se amplió la red comercial y se adquirieron otras compañías del sector como Bodegas de Agustín Blázquez (Jerez de la Frontera), Bodegas Sancho (El Puerto de Santa María) y Bodegas Marqués de Arienzo (La Rioja). Al mismo tiempo, el final de los años 70 estuvo marcado por una importante reducción de las ventas en el sector motivada por un exceso de stock en los mercados y una contracción económica mundial derivada de la Crisis del petróleo de 1973 y la Crisis del petróleo de 1979. Estas circunstancias provocaron un estancamiento y contracción de las ventas de Vino y Brandy de Jerez de esta compañía, al igual que el resto del marco. 
En 1978, Ramón Mora-Figueroa Domecq, uno de los accionistas mayoritarios de la empresa, es asignado como Director Gerente y elabora un plan de viabilidad con una ampliación de capital, una reducción de la plantilla y la reducción a 20 de las 48 bodegas de la familia. Este proceso de restructuración duraría hasta el año 1984, cuando se vuelven a obtener beneficios.
En 1986 deciden trasladar su principal destilería ubicada en Tomelloso del centro de la ciudad a las afueras de la misma, donde actualmente se ubican dichas instalaciones. Por otro lado, tras varios años de colaboración con las Destilerías de Tequila Sauza en México, la compañía formaliza su adquisición en 1988, incorporando sus activos y marcas al grupo. Además, tras casi una década de consolidación de beneficios, Pedro Domecq adquiere en 1992 la división de brandies de Fernando A. de Terry, siendo sus principales marcas Terry Centenario, Terry 1900 y Terry I.
Finalmente, este periodo de altos y bajos culmina en 1992 con la adquisición de las Destilerías DYC ubicadas en Segovia, haciéndose con todos los activos de la misma y sus dos principales marcas: Whisky DYC y Anís Castellana.

#### Período de Multinacionales (1994-Actualidad)

##### Grupo Allied Domecq (1994-2005)
A finales del siglo XX comienza un periodo de consolidación de empresas en el sector, así como la llegada de inversores extranjeros y compañías multinacionales. En el año 1994, la multinacional británica Allied Lyons adquiere todas las empresas, activos y marcas del grupo Pedro Domecq creando una nueva sociedad denominada Allied Domecq, constituyéndose en aquel momento en la segunda mayor empresa en el mundo de bebidas alcohólicas. En dicho momento, el grupo Pedro Domecq poseía principalmente los activos y marcas de las Bodegas Pedro Domecq en Jerez, Bodegas Terry en El Puerto de Santa María, Destilerías DYC en Segovia, Bodegas Domecq en La Rioja, varias destilerías en España, Pedro Domecq México y Tequila Sauza, así como una importante red de distribución y comercialización a nivel internacional.
Al mismo tiempo, Allied Lyons ya poseía en el Marco las Bodegas Harveys y su principal marca de Vino de Jerez, Harveys Bristol Cream, que aún hoy es el Vino de Jerez más vendido en el mundo. Esto provoca que en el año 1995 Harveys fusione su estructura con la que tenía Pedro Domecq, trasladando sus empleados, oficinas y operaciones a los centros de Domecq en Jerez.
Allied Domecq introdujo modernas técnicas de gestión en el negocio que ayudaron a profesionalizar y mejorar el desempeño global de esta organización. Al mismo tiempo, tras la compra de la marca de Ron Malibú en el año 2002, se comienza a producir y expedir dicho producto desde Jerez.

##### Grupo Beam Suntory (2005-2016)
En el año 2005 el grupo francés de bebidas alcohólicas Pernod Ricard, número tres del sector, adquiere Allied Domecq. Pernod Ricard se quedaría con unos dos tercios de Allied Domecq y vendería un tercio a Fortune Brands (propietaria del bourbon Jim Beam), y adquiriría las redes de distribución y las principales marcas de Allied Domecq. En esta operación se crea una nueva gran compañía denominada Beam Global para gestionar todos los activos y marcas adquiridos por Fortune Brands. Sin embargo, marcas tradicionales hasta el momento de la compañía como los brandies Carlos I y Carlos III, así como los vinos Fino La Ina, Oloroso Río Viejo y Amontillado Botaina, quedan en manos de Pernod Ricard quien a su vez acuerda su venta al Grupo Osborne en el año 2008, pasando más tarde las marcas de vino al Grupo Caballero. 
Desde el año 2008 a 2012 se realiza el traspaso de las existencias y procesos de elaboración de estas marcas a los grupos Osborne y Caballero, lo que supuso una importante pérdida de ventas y actividad industrial. Gracias a la incorporación de otras marcas pertenecientes a Beam Global, como licores Sourz y Aftershock, Tequila Sauza, Ron Rico y Vodka Vox y Pinnacle, se consigue compensar parte de su actividad productiva y comercial.
Más tarde, en el año 2014, la multinacional japonesa Suntory adquiere los activos y marcas de Beam Global, constituyendo una nueva sociedad denominada Beam Suntory a la que pasó a pertenecer esta organización. Este cambio de empresa matriz no supuso en la práctica ningún cambio significativo a corto plazo.

##### Grupo Emperador - Bodegas Fundador (2016-Actualidad)
En noviembre de 2015, Beam Suntory anuncia la venta de sus activos y bodegas de Jerez y la destilería de Tomelloso, así como las marcas de Brandy y Vinos de Jerez (Fundador, Tres Cepas, Terry y Harveys) por 275 millones de euros al grupo filipino Emperador Distillers Inc, propiedad de Andrew Lim Tan (1952 - ), haciéndose efectiva dicha operación el 1 de marzo de 2016. En dicha operación se hace necesario realizar la segregación de los activos y marcas de Beam Suntory e incorporarlas a una nueva sociedad propiedad del grupo Emperador que pasa a denominarse Bodegas Fundador, recuperando la identidad de esta compañía y su vínculo con el sector.
En esta nueva etapa se produce un gran cambio en el enfoque de la compañía debido al importante apoyo económico y comercial de sus marcas por parte del nuevo propietario, incrementando el volumen de ventas de brandy, mejorando la calidad de los líquidos y diseños de sus productos, así como desarrollando nuevos productos y mercados.
En enero de 2017, el grupo adquiere también los activos y marcas de las Bodegas Garvey, quien se encontraba en concurso de acreedores desde hacía 6 años. La producción y envasado de productos de Garvey pasan a producirse en las instalaciones de Bodegas Fundador, mientras se mantienen en las instalaciones de Garvey las oficinas, bodegas de envejecimiento y elaboración, así como el centro de visitas de Bodegas Sandeman en la calle Pizarro.

## Instalaciones y patrimonio
Bodegas Fundador actualmente posee en Jerez varios viñedos, planta de vinificación, bodegas de envejecimiento y elaboración de Brandy y Vinos de Jerez, centro de embotellado, laboratorios de análisis e investigación, centro logístico, centro de enoturismo, así como una destilería de aguardientes y holandas en Tomelloso (Ciudad Real). Además, a día de hoy, cuenta con un diverso patrimonio de carácter arquitectónico-histórico-artístico, destacando:

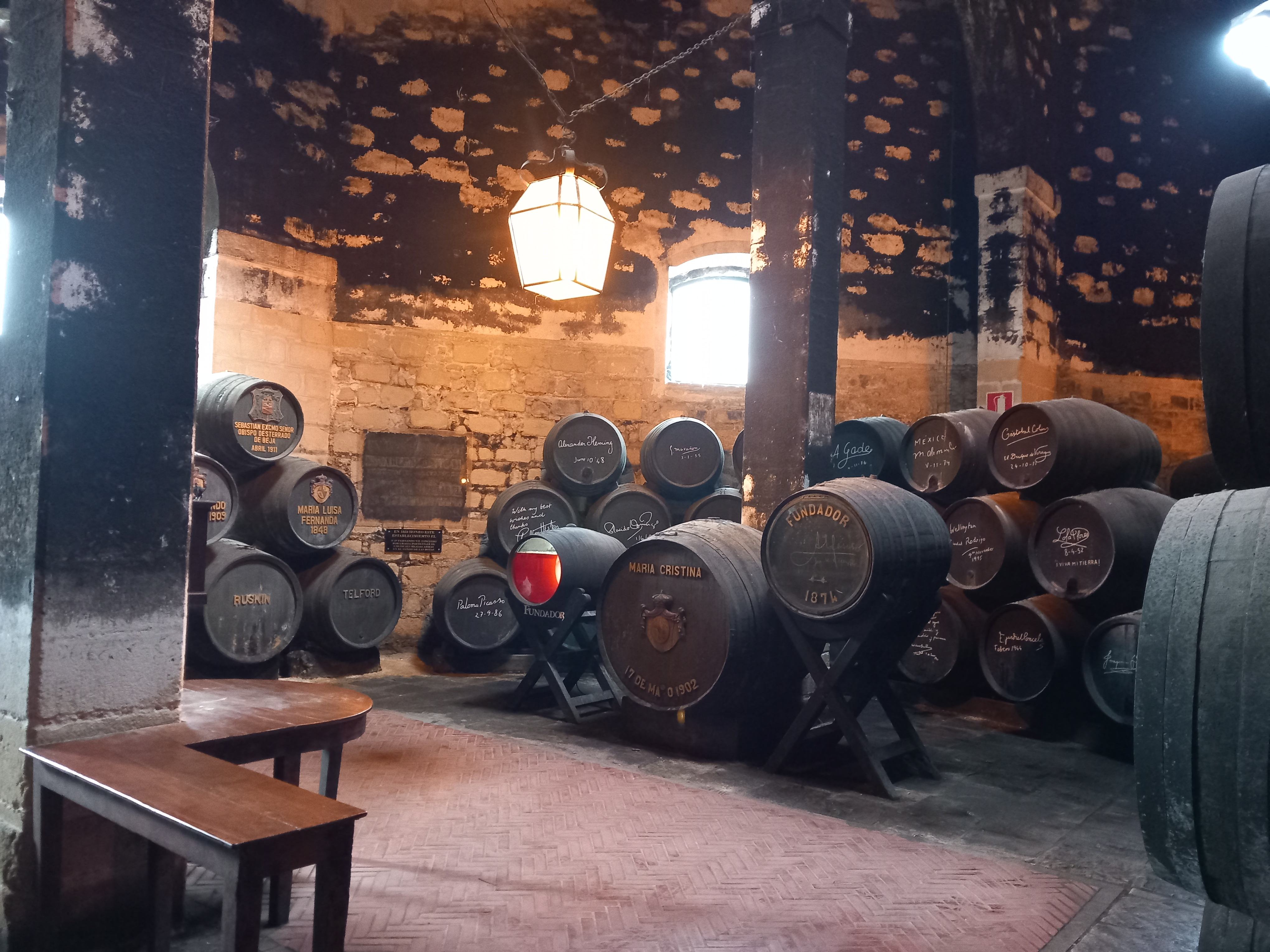
Interior de Bodega El Molino.

- Bodega El Molino. Adquirida por Patrick Murphy en 1730, considerada la bodega fundacional de esta compañía y la más antigua de Jerez de la Frontera.
- Bodegas La Tribuna, El Castillo, La Luz, San Pedro, El Piélago y San Ildefonso, construidas entre finales del siglo XVIII y principios del siglo XIX.
- Patio del Sagrado Corazón. Patio columnado y situado entre las bodegas El Molina y La Tribuna.
- Torre de Riquelme. Edificación medieval adosada a la fachada de la Bodega El Castillo que formó parte de la antigua muralla árabe de Jerez de origen Andalusí y datada en el siglo XII.
- Jardines de estilo francés. Diseñados y construidos en el siglo XIX, declarados como Patrimonio Histórico.[6]
- Bodega La Mezquita. Inaugurada en 1974 para conmemorar los 100 años del lanzamiento del brandy Fundador, cuenta con una superficie de 40.000 m2, una capacidad para almacenar unas 25.000 barricas y construida con el mismo diseño y disposición arquitectónica de los arcos de la Mezquita-catedral de Córdoba. Bodega La Mezquita, Bodegas Fundador.

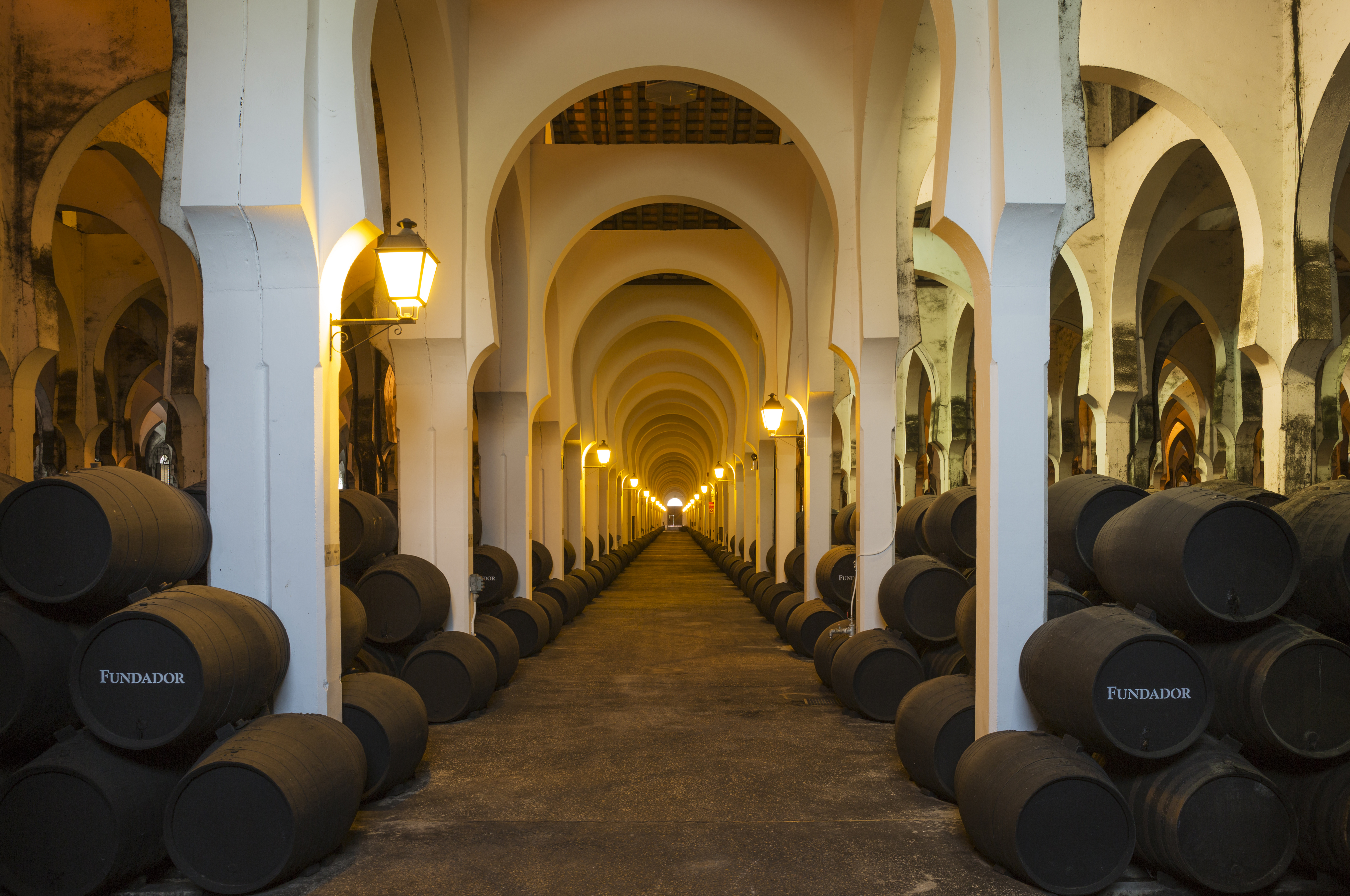
Bodega La Mezquita, Bodegas Fundador.

- Los Claustros. Patio clerical adquirido e integrado en la bodega en el siglo XIX que formaba parte del adjunto y antiguo Convento del Espíritu Santo datado en el siglo XV, siendo el convento más antiguo de Jerez de la Frontera.
- Palacio de Basurto. Casa señorial de la familia Basurto del siglo XVIII.
- Tapería Fundador. Restaurante ubicado en la propia bodega, siendo su anterior uso y denominación como Bodega Guadalupe. Dicho edificio fue hasta el siglo XVIII la ubicación de la desaparecida Iglesia de San Ildefonso.
- Torre Marchanudo. Conjunto de edificios ubicados en el viñedo de El Majuelo en el pago de Macharnudo, donde destaca una antigua torre vigía cuyos primeros orígenes datan del periodo árabe-almohade del siglo XIII.

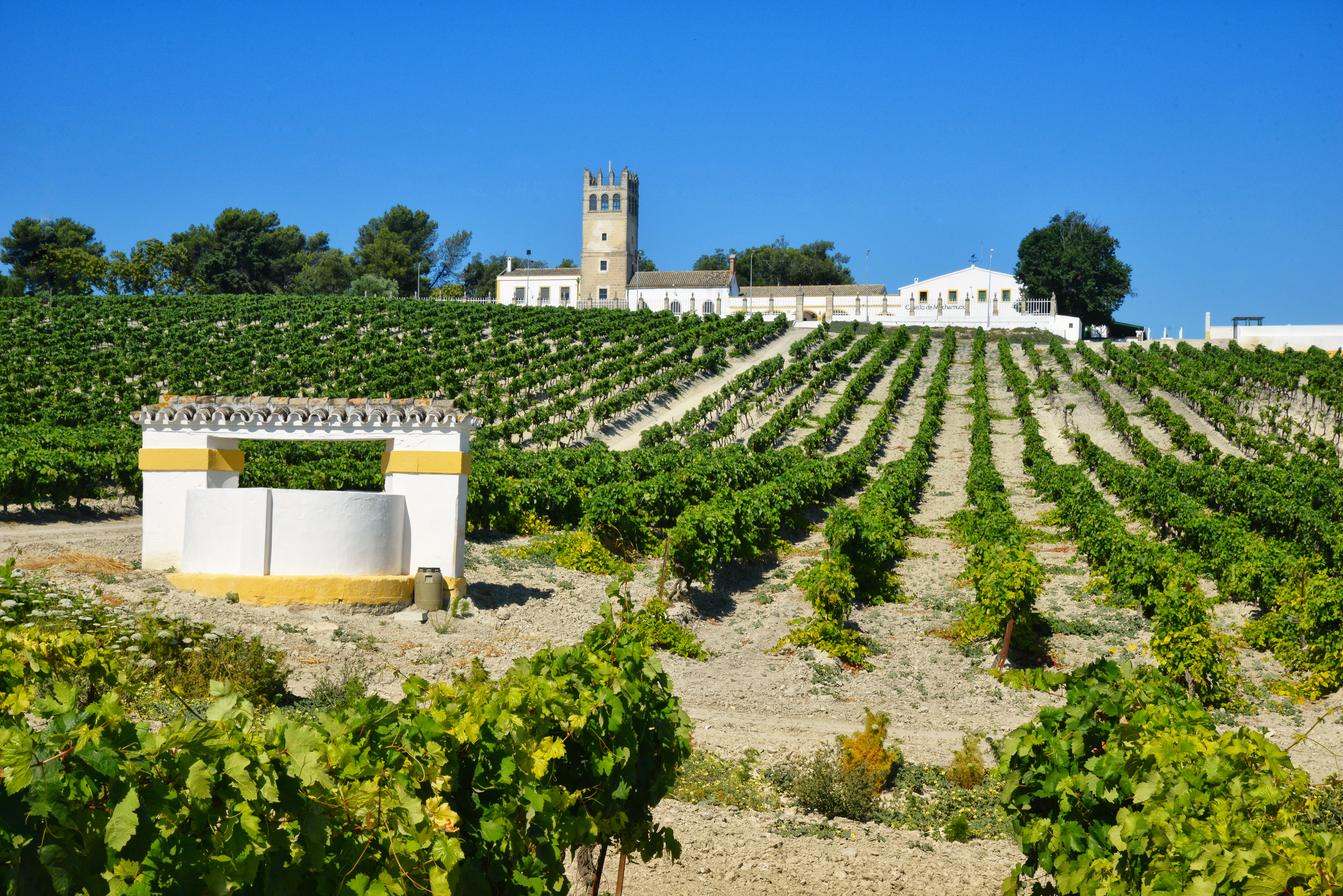
Torre de Macharnudo, Viña El Majuelo, Jerez.

Durante el período de la multinacional Beam Suntory, la empresa vendió dos propiedades icónicas en Jerez de la Frontera como son el Palacio del Marqués de Montana (conocido como Palacio Domecq) y el establecimiento El Gallo Azul, así como numerosas hectáreas de su emblemático viñedo de Macharnudo, del cual aún conserva unas 220 hectáreas, así como su edificio histórico del Castillo de Macharnudo, en la Viña de El Majuelo.

## Marcas
Algunas de las principales marcas que actualmente elaboran y comercializan son: 

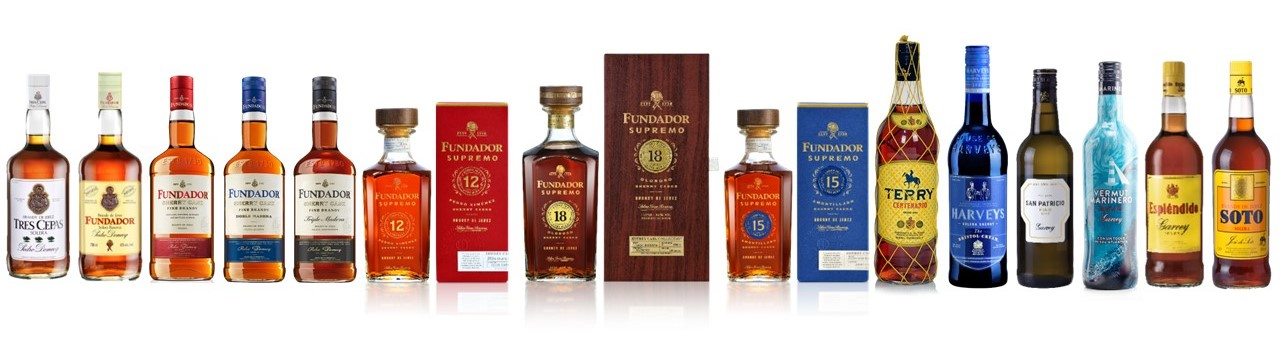
Marcas elaboradas por Bodegas Fundador.

- Fundador (brandy): Fundador Solera, Fundador Solera Sherry Cask, Fundador Doble Madera Sherry Cask, Fundador Triple Madera Sherry Cask, Fundador Gold Reserve, Fundador Imperial, Fundador Exclusivo, Fundador Supremo 12YO PX, Fundador Supremo 15YO Amontillado, Fundador Supremo 18YO Oloroso, Fundador Supremo 30YO Palo Cortado.
- Terry (brandy): Terry Centenario, Terry 1900, Terry I y Terry White.
- Tres Cepas (brandy): Tres Cepas Solera, Tres Cepas Light y Tres Cepas Solera VS.
- Harveys (sherry): Harveys Bristol Cream, Harveys Medium Amontillado, Harveys Pale Cream, Harveys VORS 30YO Amontillado, Harveys VORS 30YO Palo Cortado, Harveys VORS 30YO Oloroso, Harveys VORS 30YO PX, Harveys Orange y Harveys Pink.

- Garvey (brandy y sherry): brandy Espléndido, Ponche Garvey, Fino San Patricio, Amontillado Tío Guillermo, Oloroso Ochavico, Cream Flor de Jerez, Manzanilla Juncal y Vermut Marinero.
- Soto (brandy): brandy Soto y Ponche Soto.

## Logros y Premios
Probablemente, el principal logro de esta bodega haya sido el lanzamiento del primer brandy español en 1874 con la marca Fundador, creando una nueva categoría de producto en el Marco de Jerez y en otras zonas vitivinícolas de España. Durante su larga trayectoria ha sido reconocida con diferentes premios y galardones internacionales, siendo los últimos más destacados como la mejor bodega del mundo en la International Wine Competition en 2005, la mejor bodega de Andalucía en los premios Andalucía Excelente en 2016, la mejor bodega de vinos fortificados del mundo en la International Wine and Spirits Competition en 2017 y 2019, finalista como mejor bodega de brandy del mundo en la International Wine and Spirits Competition en 2017, 2018 y 2020, mejor vino del mundo para Harveys VORS 30YO Amontillado en la International Wine Challenge en 2016 y mejor brandy del mundo para Fundador Supremo 18 en la International Wine and Spirits Competition en 2019.

## Propietarios y directores generales
A continuación se detallan los diferentes propietarios y directores generales que han gestionado esta compañía desde su fundación a la actualidad:
1. Patrick Murphy Woodlock (período 1730-1764). Gerente y propietario.
2. Jean Haurie Nebout (período 1764-1791). Gerente y propietario.
3. Juan Haurie y Sobrinos (1791-1822)
  - Jean Haurie Nebout. Gerente y socio (1791-1794).
  - Juan José Haurie. Gerente y socio (1794-1808).
  - Juan Carlos Haurie Puzein. Gerente y socio (1808 -1822).
4. Pedro Domecq (1822-1941)
  - Pedro Domecq Lembeye. Gerente y propietario (1822-1839).
  - Juan Pedro Domecq Lembeye. Gerente y propietario (1839-1869).
  - Pedro Domecq Loustau. Gerente y socio (1869-1894).
  - Juan Pedro Aladro Domecq. Gerente y socio (1894-1899).
  - Pedro Domecq Núñez de Villavicencio. Gerente y accionista (1899-1921).
  - Manuel y Juan P. Domecq Núñez de Villavicencio y Pedro Domecq Rivero. Gerentes y accionistas (1921-1937).
  - Álvaro y Juan Pedro Domecq Díez y Pedro Domecq Rivero. Directores y accionistas (1937-1941).
5. Pedro Domecq S.A. (1941-1994)
  - Álvaro y Juan Pedro Domecq Díez y Pedro Domecq Rivero. Directores y accionistas (1941-1950).
  - Jaime Sánchez Briñas. Director General (1950-1970).
  - Luis Vañó. Director General (1970-1975).
  - José Luis Perona. Director General (1975-1978).
  - Ramón Mora-Figueroa Domecq. Director Gerente y accionista (1978-1982).
  - Angel Garcés Migueláñez. Director General (1982-1990).
  - Ángel Lebrero Contreras. Director General (1990-1994).
6. Grupo Allied Domecq (1994-2005)
  - Ángel Lebrero Contreras. Director General (1994-2005).
7. Grupo Beam Suntory (2005-2016)
  - Ángel Lebrero Contreras. Director General (2005-2010).
  - José Antonio Souto Rubiales. Director General (2010-2015).
  - Rafael Rendón Gómez. Director General (2015-2016).
8. Bodegas Fundador - Grupo Emperador (2016– Actualidad)
  - Rafael Rendón Gómez. Director General (2016-actualidad).